# Time Machine Tour
Time Machine Tour – trasa koncertowa kanadyjskiego trio progresywnego Rush, która rozpoczęła się 29 czerwca 2010 w Albuquerque a zakończyła 2 lipca 2011 w George w stanie Waszyngton.
Trasa była uczczeniem 30 rocznicy wydania Moving Pictures. Z tej okazji zespół po raz pierwszy zagrał cały album w całości. Zaprezentowane zostały także utwory z nadchodzącego albumu Clockwork Angels.
8 listopada 2011 roku wydany został album koncertowy Time Machine 2011: Live in Cleveland wydany także na DVD oraz Blu-ray nagrany 15 kwietnia 2011 w Cleveland.

## Setlista
- Intro
- „The Spirit of Radio”
- „Time Stand Still”
- „Presto”
- „Stick It Out”
- „Workin' Them Angels”
- „Leave That Thing Alone”
- „Faithless”
- „BU2B”
- „Freewill”
- „Marathon”
- „Subdivisions”

Przerwa
- „Tom Sawyer”
- „Red Barchetta”
- „YYZ”
- „Limelight”
- „The Camera Eye”
- „Witch Hunt”
- „Vital Signs”
- „Caravan”
- „Moto Perpetuo/Love For Sale”

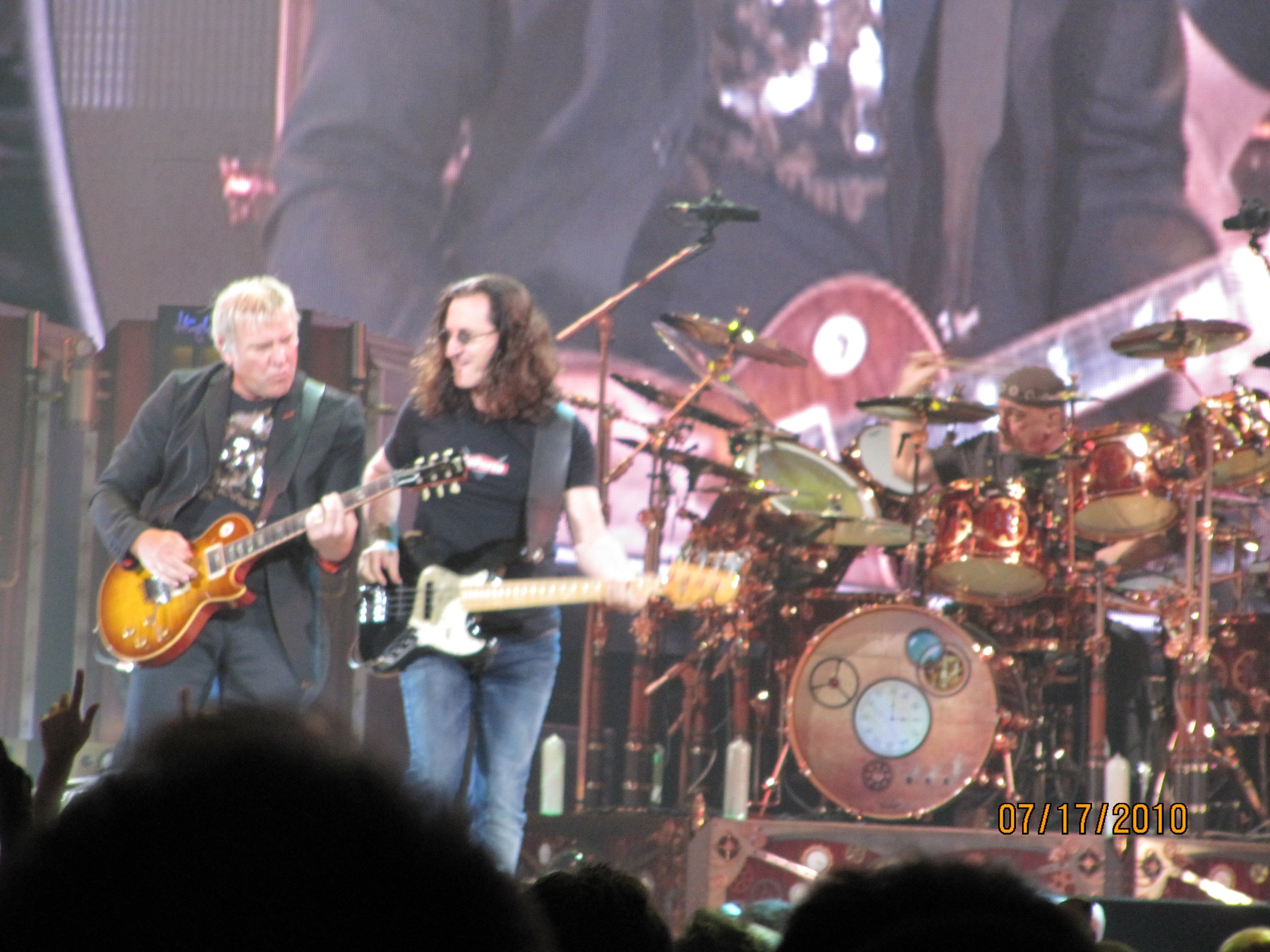
Rush w Air Canada Centre w Toronto, 17 lipca 2010. (Od lewej do prawej: Lifeson, Lee, i Peart)

- „O’Malley's Break"/"Closer to the Heart”
- „2112” (Overture/Temples of Syrinx)
- „Far Cry"

Encore:
- „La Villa Strangiato”
- „Working Man”

## Daty i miejsca koncertów
| Data                 | Miasto           | Kraj              | Obiekt                                       | Pojemność/Sprzedane bilety/Przychód |
| Ameryka Północna     | Ameryka Północna | Ameryka Północna  | Ameryka Północna                             |                                     |
| -------------------- | ---------------- | ----------------- | -------------------------------------------- | ----------------------------------- |
| 29 czerwca 2010      | Albuquerque      | Stany Zjednoczone | Journal Pavilion                             | 8516 / 6624 / $384 086              |
| 1 lipca 2010         | Kansas City      | Stany Zjednoczone | Starlight Theatre                            | 7733 / 6042 / $428 754              |
| 3 lipca 2010         | Milwaukee        | Stany Zjednoczone | Marcus Amphitheater (Summerfest)             | 22895 / 14521 / $669 185            |
| 5 lipca 2010         | Chicago          | Stany Zjednoczone | Charter One Pavilion                         | 7068 / 6247 / $568 858              |
| 9 lipca 2010         | Sarnia           | Kanada            | Sarnia Bayfest                               | 20 000 / 19 546 / $1 220 000        |
| 11 lipca 2010        | Ottawa           | Kanada            | Cisco Ottawa Bluesfest                       | 35,000 / 31 298 / $1 970 000        |
| 13 lipca 2010        | Toronto          | Kanada            | Molson Amphitheatre                          | 14,528 / 12,453 / $813,868          |
| 15 lipca 2010        | Québec           | Kanada            | Quebec City Summer Festival                  | 100,000 / 88,550 / $3,860,000       |
| 17 lipca 2010        | Toronto          | Kanada            | Air Canada Centre                            | 12,191 / 12,191 /$1,258,740         |
| 19 lipca 2010        | Montville        | Stany Zjednoczone | Mohegan Sun Arena                            | 7,627 / 5,291 / $452,430            |
| 21 lipca 2010        | Camden           | Stany Zjednoczone | Susquehanna Bank Center                      | 14,880 / 9,760 / $696,214           |
| 23 lipca 2010        | Saratoga Springs | Stany Zjednoczone | Saratoga Performing Arts Center              | 13,977 / 8,297 / $575,493           |
| 24 lipca 2010        | Wantagh          | Stany Zjednoczone | Nikon at Jones Beach Theatre                 | 14,090 / 13,586 / $1,022,344        |
| 5 sierpnia 2010      | West Valley City | Stany Zjednoczone | USANA Amphitheatre                           | 14,500 / 8,660 / $558,868           |
| 7 sierpnia 2010      | Auburn           | Stany Zjednoczone | White River Amphitheatre                     | 15,865 / 11,742 / $855,997          |
| 9 sierpnia 2010      | Mountain View    | Stany Zjednoczone | Shoreline Amphitheatre                       | 14,852 / 13,994 / $695,844          |
| 11 sierpnia 2010     | Los Angeles      | Stany Zjednoczone | Gibson Amphitheatre                          | 5,954 / 5,455 / $705,455            |
| 13 sierpnia 2010     | Irvine           | Stany Zjednoczone | Verizon Wireless Amphitheatre                | 14,956 / 12,403 / $870,119          |
| 14 sierpnia 2010     | Paradise         | Stany Zjednoczone | MGM Grand Garden Arena                       | 10,258 / 9,591 / $993,351           |
| 16 sierpnia 2010     | Morrison         | Stany Zjednoczone | Red Rocks Amphitheatre                       | 8,660 / 8,188 / $750,685            |
| 18 sierpnia 2010     | Morrison         | Stany Zjednoczone | Red Rocks Amphitheatre                       | 8,660 / 8,188 / $750,685            |
| 20 sierpnia 2010     | Wichita          | Stany Zjednoczone | Intrust Bank Arena                           | 6,676 / 5,119 / $382,710            |
| 22 sierpnia 2010     | Maryland Heights | Stany Zjednoczone | Verizon Wireless Amphitheatre                | 13,000 / 11,008 / $614,821          |
| 23 sierpnia 2010     | Chicago          | Stany Zjednoczone | Charter One Pavilion                         | 7,068 / 6,247 / $568,858            |
| 25 sierpnia 2010     | Omaha            | Stany Zjednoczone | Qwest Center Omaha                           | 7,461 / 6,236 / $479,519            |
| 27 sierpnia 2010     | Saint Paul       | Stany Zjednoczone | Minnesota State Fair                         | 13,248 / 12,882 / $779,606          |
| 29 sierpnia 2010     | Columbus         | Stany Zjednoczone | Nationwide Arena                             | 12,354 / 11,402 / $831,186          |
| 31 sierpnia 2010     | Allentown        | Stany Zjednoczone | Allentown Fair                               | 9,694 / 9,622 / $706,830            |
| 2 września 2010      | Syracuse         | Stany Zjednoczone | New York State Fair                          | 17,367 / 12,364 / $710,980          |
| 3 września 2010      | Holmdel          | Stany Zjednoczone | PNC Bank Arts Center                         | 14,000 / 10,974 / $784,117          |
| 14 września 2010     | Boston           | Stany Zjednoczone | TD Garden                                    | 11,903 / 11,331 / $948,004          |
| 16 września 2010     | Pittsburgh       | Stany Zjednoczone | Consol Energy Center                         | 11,487 / 11,053 / $687,691          |
| 18 września 2010     | Bristow          | Stany Zjednoczone | Jiffy Lube Live                              | 16,639 / 13,999 / $866,704          |
| 21 września 2010     | Tulsa            | Stany Zjednoczone | BOK Center                                   | 10,027 / 7,110 / $577,753           |
| 23 września 2010     | San Antonio      | Stany Zjednoczone | AT&T Center                                  | 11,326 / 9,289 / $731,550           |
| 25 września 2010     | The Woodlands    | Stany Zjednoczone | Cynthia Woods Mitchell Pavilion              | 15,858 / 15,225 / $897,778          |
| 26 września 2010     | Dallas           | Stany Zjednoczone | Superpages.com Center                        | 13,715 / 11,420 / $723,024          |
| 29 września 2010     | Alpharetta       | Stany Zjednoczone | Verizon Wireless Amphitheatre at Encore Park | 12,086 / 11,437 / $745,988          |
| 1 października 2010  | Tampa            | Stany Zjednoczone | 1-800-ASK-GARY Amphitheatre                  | 13,415 / 11,418 / $728,923          |
| 2 października 2010  | West Palm Beach  | Stany Zjednoczone | Cruzan Amphitheatre                          | 15,116 / 10,647 / $611,647          |
| Ameryka Południowa   |                  |                   |                                              |                                     |
| 8 października 2010  | São Paulo        | Brazylia          | Morumbi Stadium                              | 50,600 / 26,015 / 3,337,130         |
| 10 października 2010 | Rio de Janeiro   | Brazylia          | Praça da Apoteose                            | 32,400 / 10,308 / $1,049,950        |
| 15 października 2010 | Buenos Aires     | Argentyna         | G.E.B.A                                      | 18,392 / 8,528 / $655,162           |
| 17 października 2010 | Santiago         | Chile             | Estadio Nacional de Chile                    | 51,000 / 36,840 / $3,720,293        |
| Ameryka Północna     |                  |                   |                                              |                                     |
| 30 marca 2011        | Fort Lauderdale  | Stany Zjednoczone | BankAtlantic Center                          | 7,671 / 7,671 / $599,150            |
| 2 kwietnia 2011      | Greensboro       | Stany Zjednoczone | Greensboro Coliseum                          | 11,304 / 10,183 / $704,352          |
| 3 kwietnia 2011      | Nashville        | Stany Zjednoczone | Bridgestone Arena                            | 11,122 / 10,093 / $651,738          |
| 5 kwietnia 2011      | Louisville       | Stany Zjednoczone | KFC Yum! Center                              | 8,358 / 8,139 / $545,149            |
| 8 kwietnia 2011      | Hershey          | Stany Zjednoczone | Giant Center                                 | 9,158 / 9,158 / $744,298            |
| 10 kwietnia 2011     | Nowy Jork        | Stany Zjednoczone | Madison Square Garden                        | 13,207 / 13,207 / $1,276,798        |
| 12 kwietnia 2011     | Chicago          | Stany Zjednoczone | United Center                                | 12,178 / 11,670 / $1,009,885        |
| 13 kwietnia 2011     | Toledo           | Stany Zjednoczone | Huntington Center                            | 5,969 / 5,736 / $370,004            |
| 15 kwietnia 2011     | Cleveland        | Stany Zjednoczone | Quicken Loans Arena                          | 14,970 / 14,970 / $958,727          |
| 17 kwietnia 2011     | Auburn Hills     | Stany Zjednoczone | The Palace of Auburn Hills                   | 9,987 / 9,987 / 826,549             |
| 19 kwietnia 2011     | Hamilton         | Kanada            | Copps Coliseum                               | 13,500 / 13,500 / $1,009,495        |
| 20 kwietnia 2011     | Montreal         | Kanada            | Bell Centre                                  | 11,590 / 11,590 / $1,008,250        |
| 22 kwietnia 2011     | Baltimore        | Stany Zjednoczone | 1st Mariner Arena                            | 11,006 / 11,006 / $821,493          |
| Europa               |                  |                   |                                              |                                     |
| 4 maja 2011          | Helsinki         | Finlandia         | Hartwall Areena                              | b.d.                                |
| 6 maja 2011          | Sztokholm        | Szwecja           | Ericsson Globe                               | 10,764 / 5,637 / $456,028           |
| 8 maja 2011          | Malmö            | Szwecja           | Malmö Arena                                  | b.d.                                |
| 12 maja 2011         | Dublin           | Irlandia          | The O2                                       | 7,000 / 6,278 / $602,861            |
| 14 maja 2011         | Glasgow          | Wielka Brytania   | S.E.C.C. Arena                               | b.d.                                |
| 16 maja 2011         | Sheffield        | Wielka Brytania   | Sheffield Arena                              | b.d.                                |
| 19 maja 2011         | Manchester       | Wielka Brytania   | Manchester Evening News Arena                | 10,285 / 9,115 / $861,850           |
| 21 maja 2011         | Newcastle        | Wielka Brytania   | Metro Radio Arena                            | 6,508 / 5,151 / $505,613            |
| 22 maja 2011         | Birmingham       | Wielka Brytania   | LG Arena                                     | 12,628 / 11,287 / $1,092,646        |
| 25 maja 2011         | Londyn           | Wielka Brytania   | The O2 Arena                                 | 13,517 / 12,984 / $1,221,530        |
| 27 maja 2011         | Rotterdam        | Holandia          | Ahoy Rotterdam                               | b.d.                                |
| 29 maja 2011         | Frankfurt        | Niemcy            | Festhalle Frankfurt                          | b.d.                                |
| Ameryka Północna     |                  |                   |                                              |                                     |
| 8 czerwca 2011       | Greenville       | Stany Zjednoczone | Bi-Lo Center                                 | 10,422 / 8,027 / $503,228           |
| 10 czerwca 2011      | New Orleans      | Stany Zjednoczone | New Orleans Arena                            | 9,804 / 9,804 / $671,618            |
| 12 czerwca 2011      | Austin           | Stany Zjednoczone | Frank Erwin Center                           | 10,525 / 10,525 / $693,912          |
| 14 czerwca 2011      | El Paso          | Stany Zjednoczone | Don Haskins Center                           | 6,338 / 6,338 / $428,500            |
| 16 czerwca 2011      | Phoenix          | Stany Zjednoczone | US Airways Center                            | 12,472 / 10,777 / $713,851          |
| 18 czerwca 2011      | San Diego        | Stany Zjednoczone | Cricket Wireless Amphitheatre                | 11,183 / 9,912 / $606,918           |
| 20 czerwca 2011      | Los Angeles      | Stany Zjednoczone | Gibson Amphitheatre                          | 5,801 / 5,697 / $644,724            |
| 22 czerwca 2011      | Los Angeles      | Stany Zjednoczone | Gibson Amphitheatre                          | 5,801 / 5,697 / $644,724            |
| 24 czerwca 2011      | Paradise         | Stany Zjednoczone | MGM Grand Garden Arena                       | b.d.                                |
| 26 czerwca 2011      | Concord          | Stany Zjednoczone | Sleep Train Pavilion                         | b.d.                                |
| 28 czerwca 2011      | Ridgefield       | Stany Zjednoczone | Sleep Country Amphitheatre                   | 9,356 / 9,356 / $417,903            |
| 30 czerwca 2011      | Vancouver        | Kanada            | Rogers Arena                                 | b.d.                                |
| 2 lipca 2011         | George           | Stany Zjednoczone | Gorge Amphitheatre                           | 12,206 / 11,911 / $748,934          |